# Accumulatore idraulico
L'accumulatore idraulico è un dispositivo, collegato in parallelo, atto ad immagazzinare energia in un impianto idraulico mettendo a disposizione una riserva di fluido sotto pressione per regolare l'erogazione o la pressione di alimentazione dell'impianto stesso e delle macchine idrauliche ad esso connesso.
Sono utilizzati in installazioni in cui vi è solo una necessità periodica di pressione o nei transitori in cui si determina un picco di pressione istantaneo. Il compito di questa macchina è, oltre l'accumulo di energia, l'attenuazione della sovrappressione dell'impianto, riducendo l'onda d'urto nei circuiti idraulici, detta colpo d'ariete, ed impedendo la cavitazione.

## Tipologie

Accumulatore a peso.

Delle numerose scelte tecniche adottate negli accumulatori idraulici per raggiungere la stessa finalità, si possono ricondurre a tre principali tipologie: a peso, a molla ed a gas. Di seguito si riassume una lista delle tipologie più utilizzate tra quelle prodotte industrialmente.
- Accumulatore a gas con pistone mobile.
- Accumulatore a membrana.
- Accumulatore a molla: in questo caso la pressione dell'impianto è contrastata meccanicamente da una molla.
- Accumulatore a pelo libero: la pressione dell'impianto è contrastata dalla pressione atmosferica (ad esempio nelle vasche sopraelevate dei torrini piezometrici).
- Accumulatore a peso: la pressione dell'impianto è contrastata da un ammortizzatore attuato dalla sua stessa massa.
- Accumulatore a sacca: simile al funzionamento di quello a membrana.